# Гвельфи і гібеліни
Гвельфи і гібеліни — дві сторони перманентного політичного та збройного протистояння у Священній Римській імперії упродовж XII—XV ст. головно на теренах Північної й Середньої Італії між прихильниками імператорів Священної Римської імперії з одного боку та Римських Пап з іншого. Витоки конфлікту повязані з боротьбою за інвеституру XI століття, на яку пізніше накладалися інші протистояння, такі як італо-німецький антагонізм, боротьба за імператорську корону поміж німецькими династіями, конфлікти між папами й антипапами, конкуренція поміж та всередині італійських міст-держав тощо. 
Гвельфи (італ. guelfi, нім. Guelfen / Welfen) — сторона, що підтримувала Пап Римських. Назва походить від династії герцогів Баварії та Саксонії Вельфів. 
Гібеліни (італ. ghibellini, нім. Ghibellinen / Waiblinger) — сторона, що підтримувала імператорів. Назва можливо походить від міста Вайблінген (у тогочасному німецькому написанні Uueibelingen), імовірного центру швабського пфальца, котрий був володінням імператорів Гогенштауфенів швабського походження. Термін уперше зафіксований у 1215 за Фрідріха II Гогенштауфена. 
Серед витоків довготривалого конфлікту була так звана Боротьба за інвеституру (цезаропапізм) поміж імператором Генріхом IV і папою Григорієм VII Гільдебрандом, що почалася 1075 року. За її підсумками у 1122 укладено Вормський конкордат. 
Після смерті імператора Лотара, за походженням саксонця, фюрсти обрали королем римським не його зятя і протеже Генріха Гордого, правителя Саксонії та Баварії з династії Вельфів, а представника дому Гогенштауфенів Конрада, зятя попереднього імператора Генріха V. Новий імператор Конрад III відібрав 1138 у Генріха Гордого Саксонію, яку передав графові Альбрехтові Ведмедю з саксонського дому Асканієрів, також відібрав і Баварію. 
У війні, яка вважається початком Воєн Гвельфів і Гібелінів, Генріх Гордий завдав поразки Альбрехтові у Саксонії, але у поході в Баварію 1139 раптово помер. Боротьбу продовжував його молодший брат Вельф VI (1115—1191), а згодом син Генріх Лев. 
Вельф VI, який успадкував маєтки у Швабії, намагався повернути собі Баварію, проте зазнав поразки від Конрада ІІІ і 21 грудня 1140 після тривалої облоги Вайнсберга у Швабії капітулював. Під час битви під Вайнсбергом військо Вельфа використовували як свій бойовий клич вигук «Hie Welf!», а прихильники імператора — «Hie Waibling!» 
У травні 1142 було укладено мир у Франкфурті-на-Майні. Саксонію повернули Вельфам, герцогом став Генріх Лев, який у 1156 вже від Фрідріха Барбаросси отримав і Баварію. Проте у 1180 спалахнув конфлікт між Генріхом Левом і Барбароссою, що означало новий виток Воєн Ґвельфів і Ґібелінів. 
Надалі головною ареною конфлікту стала Північна і Середня Італія, де протиборчі сторони часто змінювали орієнтацію. Крім того флорентійські ґвельфи бл. 1300 розкололися на прихильників порозуміння з імператором (білі ґвельфи) і затятих поборників папи (чорні ґвельфи). Жертвою внутрішнього протистояння став Данте Аліг'єрі, який підтримував білих ґвельфів, приречений на вічне вигнання з Флоренції. 
Війни Гвельфів і Гібелінів в Італії згасли за правління Фрідріха III Габсбурга, вилившись в Італійські війни, до яких була втягнута більшість держав тогочасної Европи. 

## Основні гвельфські міста
- Л'Аквіла
- Алессандрія
- Анкона
- Атрі
- Болонья
- Брешія
- Вольтерра
- Генуя (короткі періоди: 1256-1270; 1317-1319)
- Камерино
- Колле-ді-Валь-д'Ельза
- Крема
- Лекко
- Лукка (гібелінське між 1314 і 1328)
- Мачерата
- Мілан (гвельфійське до початку сеньйорії Вісконті, після гібелінське)
- Мондові
- Монтепульчано
- Орв'єто
- Падуя
- Піццино
- Перуджа
- Прато (тривалий час гібелінське)
- Рієті
- Ріміні (короткий початковий період гібелінське, гвельфійське з початком сеньйорії Малатеста)
- Рипатрансоне
- Рим
- Фабріано
- Фаенца
- Фермо (гібелінське після 1242 р.)
- Флоренція (за винятком короткого періоду уряду гібелінів з 1248 по 1250 і між 1260 і 1267)

## Основні гібелінські міста
- Ареццо
- Асколі Пічено
- Верона
- Генуя (переважно 1270-1317)
- Гроссето
- Гуальдо Тадіно
- Губбіо (гвельфське під час сеньйорії Габріеллі)
- Єзі
- К'єті
- Кастільйон-Фьорентіно
- Комо
- Лоді [1] (гібелінське до 1259, потім гвельфське за часів сеньйорії Делла Торре та Антоніо Фіссірага)
- Мантуя
- Модена
- Монте-Сан-П'єтранджелі
- Нарні
- Озімо
- Палермо
- Павія
- Пенне
- Піза
- Пістоя
- Поджібонсі
- Сан-Мініато (гібелінське до 1291, потім гвельфське)
- Савона
- Сієна (гібелінське до 1287, потім гвельфське із створенням Уряду дев’яти)
- Сполето
- Сульмона
- Терні
- Трієст
- Тоді
- Урбіно
- Фабріано
- Фоліньйо
- Форлі (останнє гібелінське місто, історичною є перемога проти двох тисяч французьких солдатів, битва, яку Данте запам'ятав як "Кривава різанина"[2])
- Чеккано

## Міста змінної належності
- Асті (переважно гібелін)
- Бергамо (переважно гібелін)
- Вітербо
- Віченца
- Кремона
- Неаполь
- Падуя
- Парма
- П'яченца
- Тревізо
- Феррара

## В геральдиці
Протягом XII-XIII століть армії гібелінських комун зазвичай використовували воєнний прапор Священної Римської імперії - білий хрест на червоному полі - як свій власний. Армії гвельфів зазвичай змінювали кольори - червоний хрест на білому. Ці дві схеми є поширеними у громадянській геральдиці північноіталійських міст і залишаються виразним показником їхньої минулої схильності до фракцій. Традиційно гібелінські міста, такі як Павія, Новара, Комо, Тревізо та Асті, продовжують використовувати хрест гібелінів. Хрест гвельфів можна знайти на міських гербах таких традиційно гвельфських міст, як Мілан, Верчеллі, Алессандрія, Падуя, Реджо-нель-Емілія та Болонья. 
Деякі особи та сім'ї вказували свою приналежність до фракцій у своїх гербах, включаючи відповідну геральдичну "Главу" (горизонтальну стрічку у верхній частині щита). У гвельфів була capo d'Angiò або "глава Анжу", що містила жовті лілії на блакитному полі з червоною геральдичною "міткою", тоді як у гібелінів була capo dell'Impero або "глава Імперії", у формі чорного німецького імператорського орла на золотому тлі.

Герб Тревізо містить гібелінський прапор - білий хрест на червоному полі
Герб Верчеллі містить гвельфійський прапор - червоний хрест на білому полі
Герб італійської сім'ї з гібелінською (Імперська) геральдичною главою у верхній частині
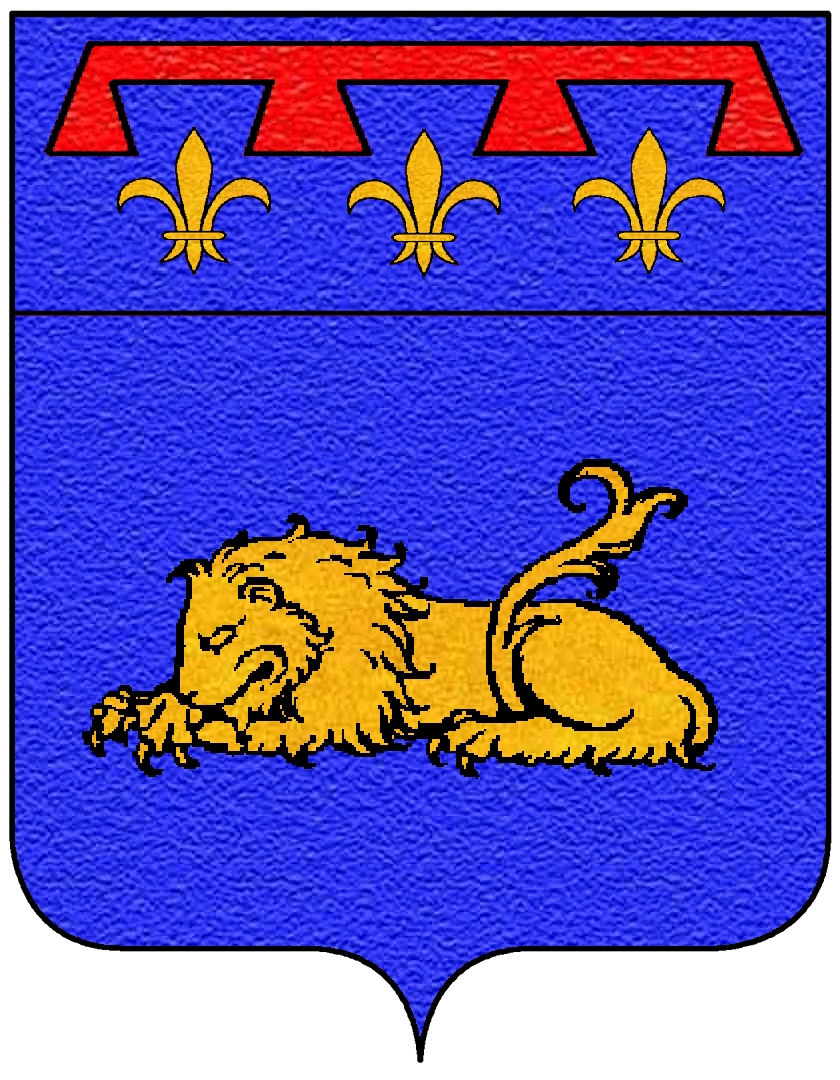
Герб родини Роберті  Реджо, з гвельфійською (Анжу) геральдичного главою

## В архітектурі
Належність аристократичної родини до партії гвельфів або гібелінів часто позначалася на архітектурі їх палаців, оборонних веж, мурів та інших фортифікаційних споруд. А саме, на формі мерлонів — зубців (виступів), які завершували ці споруди. Мерлони на будівлях гібелінів мали форму ластівчиного хвоста (зубці з роздвоєним завершенням і вузькими щілинами бійниць), в той час як гвельфи надавали їм прямокутної форми.

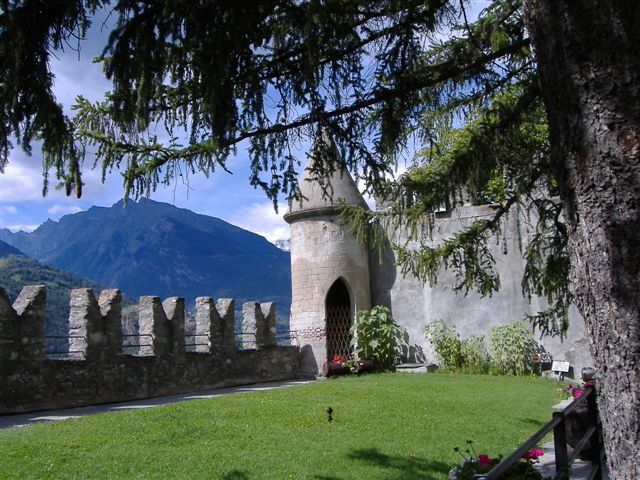
Мерлони ґібелінів в формі ластівчиного хвоста. Замок Сен-П'єр, Вале д'Аоста
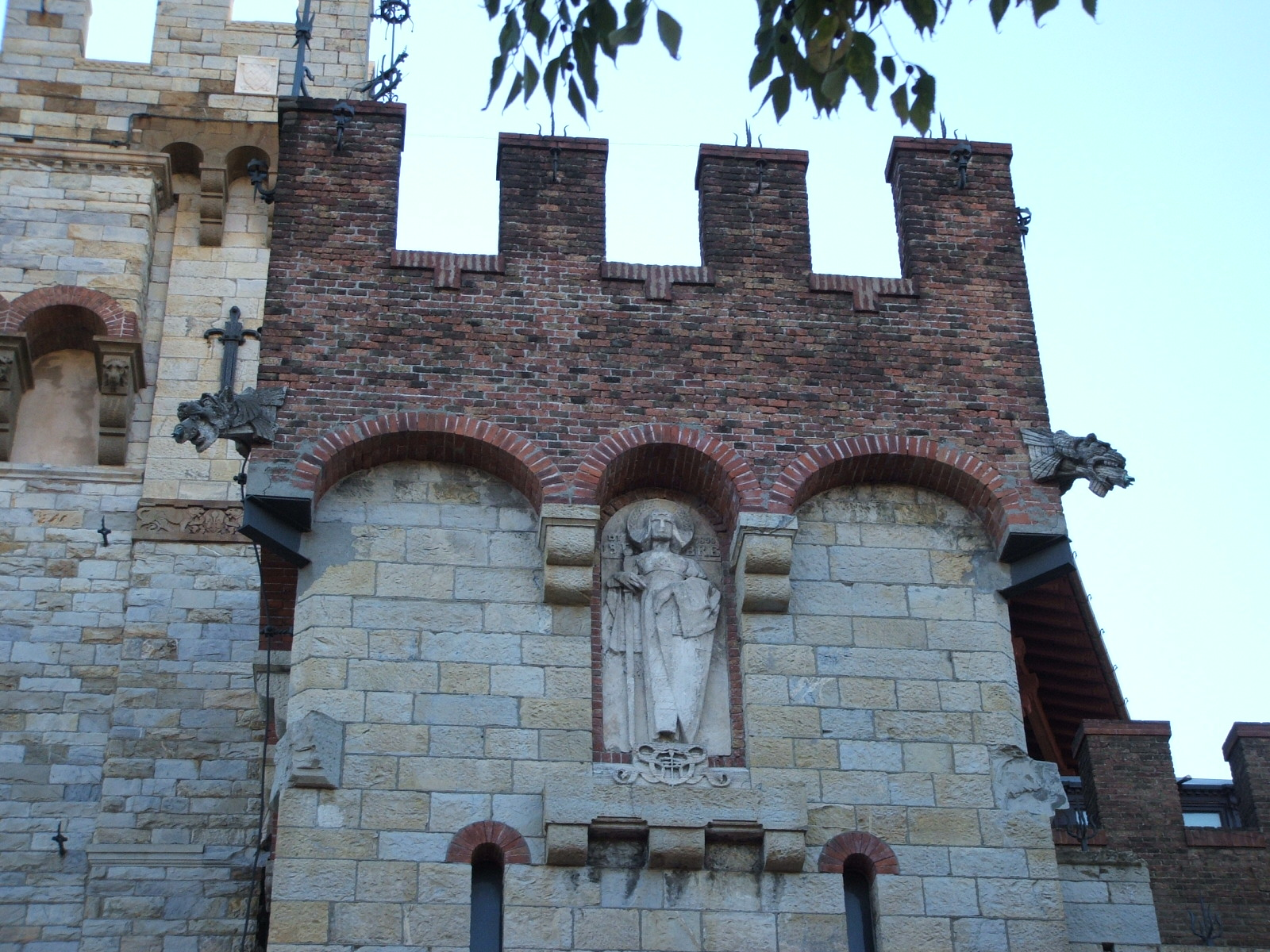
Мерлони ґвельфів прямокутної форми. Замок Макензі, Генуя
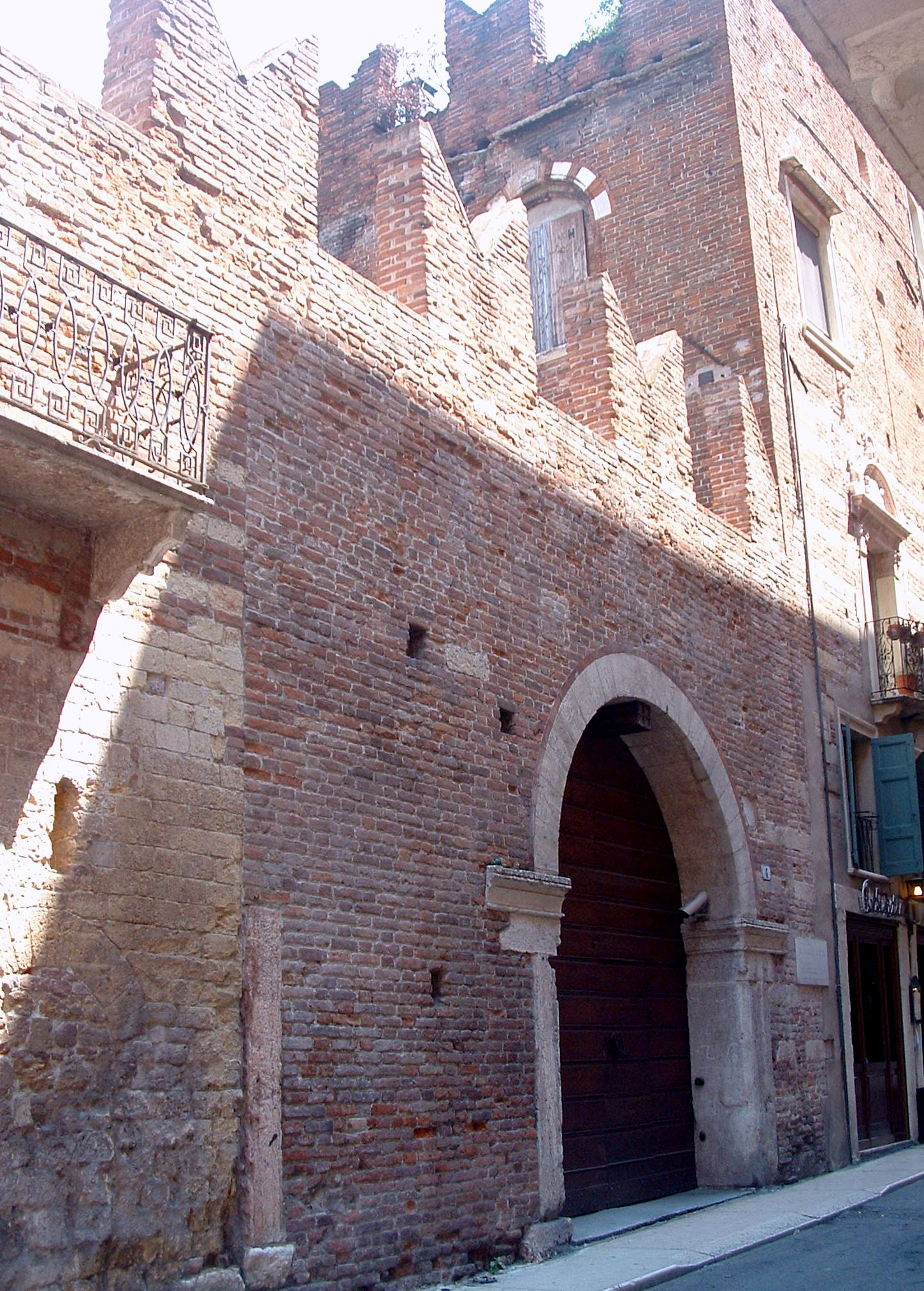
Мерлони ґібелінів в формі ластівчиного хвоста "Будинку Ромео", родини Монтеккі Верона

Згодом в Італії гібелінами почали називати й самі мерлони. Зубці саме такого типу мають зведені італійськими зодчими кремлівські споруди Московії.

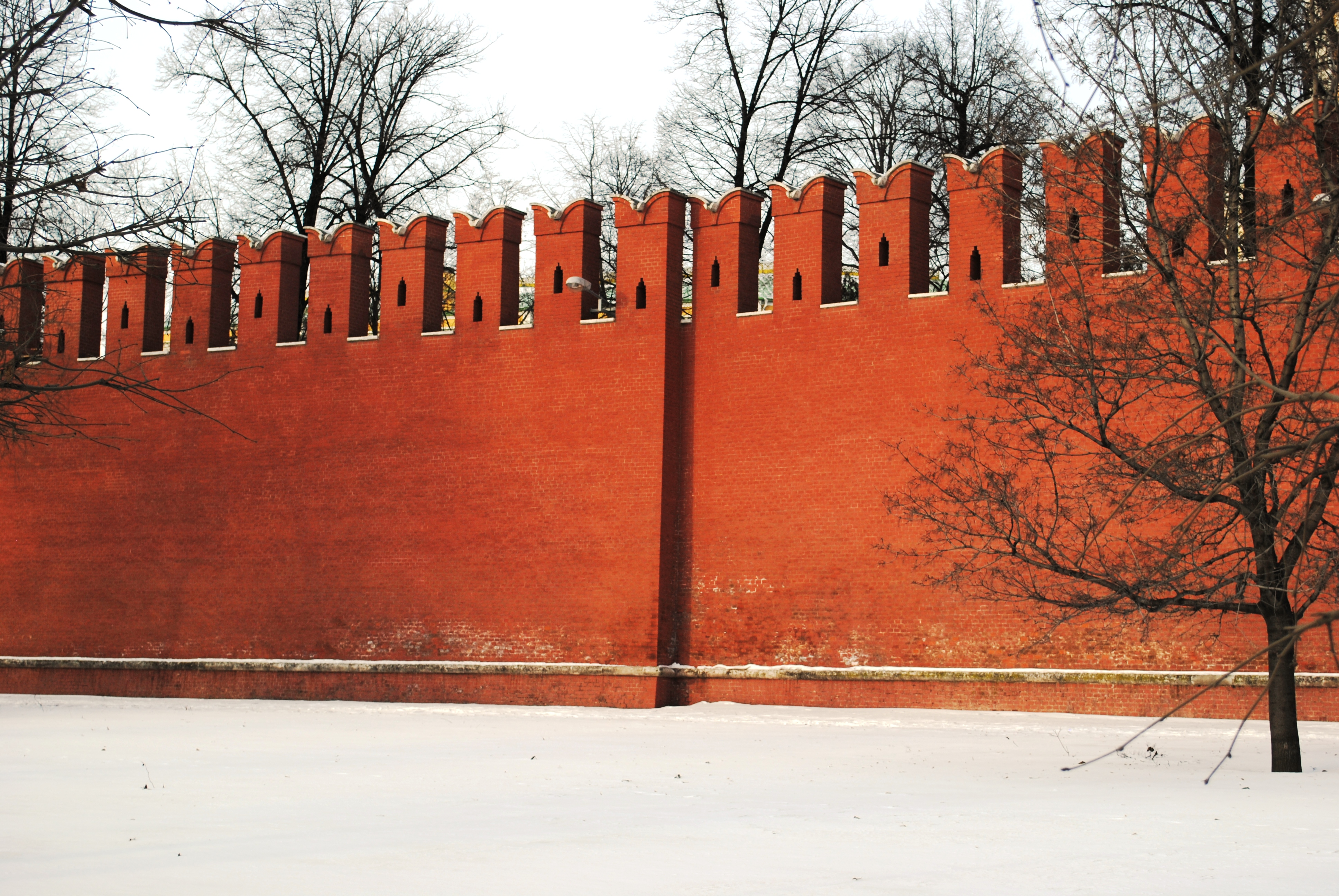
Мерлони Московського кремля, Москва

## В літературі
Про боротьбу гвельфів та гібелінів писали в своїх літературних творах такі автори:
- Данте «Божественна комедія»;
- Мері Шеллі «Вальперга, або Життя Каструччіо, володаря Лукки» (італ. Valperga, Vita e avventure di Castruccio, principe di Lucca, 1823); в історичному романі основою сюжетної лінії є вигаданий військовий похід гібеліна Каструччіо Кастракані на чолі своєї армії для підкорення його коханої жінки, яка належала до партії гвельфів;
- Вільям Шекспір «Ромео і Джульєтта».

## В музиці
Опера Ріккардо Дзандонаї «Франческа да Ріміні» (1914) за сюжетом «Пекла» Данте, частина якого включає битву між гвельфами і гібелінами.